# Сівко-Калуська сільська рада
| Сівко-Калуська сільська рада — орган місцевого самоврядування у Калуському районі Івано-Франківської області з адміністративним центром у с. Сівка-Калуська. Утворена 13 березня 1992 року. Водоймища на території, підпорядкованій даній раді: річка Сівка. Сільській раді підпорядковані населені пункти: - с. Сівка-Калуська |

## Склад ради
Рада складається з 16 депутатів та голови.

### Керівний склад ради
| ПІБ                       | Основні відомості                                                                     | Дата обрання | Дата звільнення |
| ------------------------- | ------------------------------------------------------------------------------------- | ------------ | --------------- |
| Климишин Олег Ярославович | Сільський голова, 1972 року народження, освіта                                        | 26.03.2006   | 31.10.2010      |
| Климишин Олег Ярославович | Сільський голова, 1972 року народження, освіта, член політичної партії 'Наша Україна' | 31.10.2010   |                 |

Примітка: таблиця складена за даними джерела